# 粗叶榕
粗葉榕（學名：Ficus hirta），別稱掌葉榕、 佛掌榕、 粗毛榕、三爪榕、三指佛掌榕、三指牛奶、三龍爪 、三爪龍、三爪毛桃、五指毛桃、五爪龍、土黃芪、南蓍、山毛桃、毛桃樹、 火龍葉、大青葉、 大葉牛奶子、 牛奶子、牛奶木、豬母奶及亞丫木等，為桑科榕屬植物。

## 別名
粗葉榕的掌狀葉裂片形如五根手指，果實則狀似毛桃，因而有五指毛桃之名。而粗葉榕亦為嶺南地區常用藥，由於與黃芪具有補肺的相似功效，當缺乏黃芪供應時，會以粗葉榕替代黃芪使用，因而有土黃芪、南芪之稱。

## 分佈
分佈於中國、不丹、尼泊爾、緬甸、泰國、越南、馬來西亞、印尼及印度東北部等地。中國國內分佈於福建、廣東、廣西、海南、雲南、湖南、江西及貴州等省份。多生長於山谷、山坡灌木叢、溪旁或林中。現大面積人工栽培於廣東河源、增城等地。

## 形態特徵
粗葉榕是一種灌木或小喬木植物，約2－3米高，最高可達8米。嫩枝粗壯中空，微披金黃色開展粗毛。葉多型，長橢圓披針形至卵圓形，單葉互生，紙質，兩面均粗糙，表面初時有毛，後僅留下突起狀的毛迹，背面披黃褐色柔毛或有時密披柔毛，先端急尖或漸尖，基部心形、圓形或寬楔形，具3－5深裂或不裂，邊緣披疏鋸齒及有時全緣，葉脈基出3－5條，側脈4－7對，表面中脈披長毛，背部中脈密披長硬毛，長約8－25厘米，寬約4－18厘米；葉柄圓柱形，微披金黃色開展粗毛，長約1－8厘米；托葉卵狀披針形，紅色，膜質，微披黃色鈎狀毛， 長約1－2厘米。隱頭花序，花序（榕果）球形或橢圓狀球形，成對單生或腋生或簇生於已落葉枝條上，頂端長有由多塊苞片所型成的臍狀凸條，幼時特別明顯，無梗或近無梗，表面疏披黃色鈎狀短毛，直徑約6－15毫米；苞片卵狀三角形，3枚，紅色，外披緊貼的柔毛，基生，長約1－3厘米；花黃綠色；雄花及不育花 均生於同一榕果之內；雄花生於榕果內壁近頂部，具梗，萼片4枚，倒卵狀披針形，紫色或紅色，長約1.5毫米，雄蕊2－3枚，花藥橢圓形，長於花絲；不育花（癭花）具1.5毫米的梗，萼片4枚，倒卵狀披針形，與雄花相似，子房球形，光滑，花柱側生，柱頭漏斗形；雌花長於另一植株花序托中，具梗或近無梗，萼片4枚，與雄花相似，但較狹及顏色較淡。果為瘦果，骨質，近球形，表面有小瘤狀凸體，花柱細長，側生於一側微凹處 ，柱頭柱狀。

## 醫藥用途

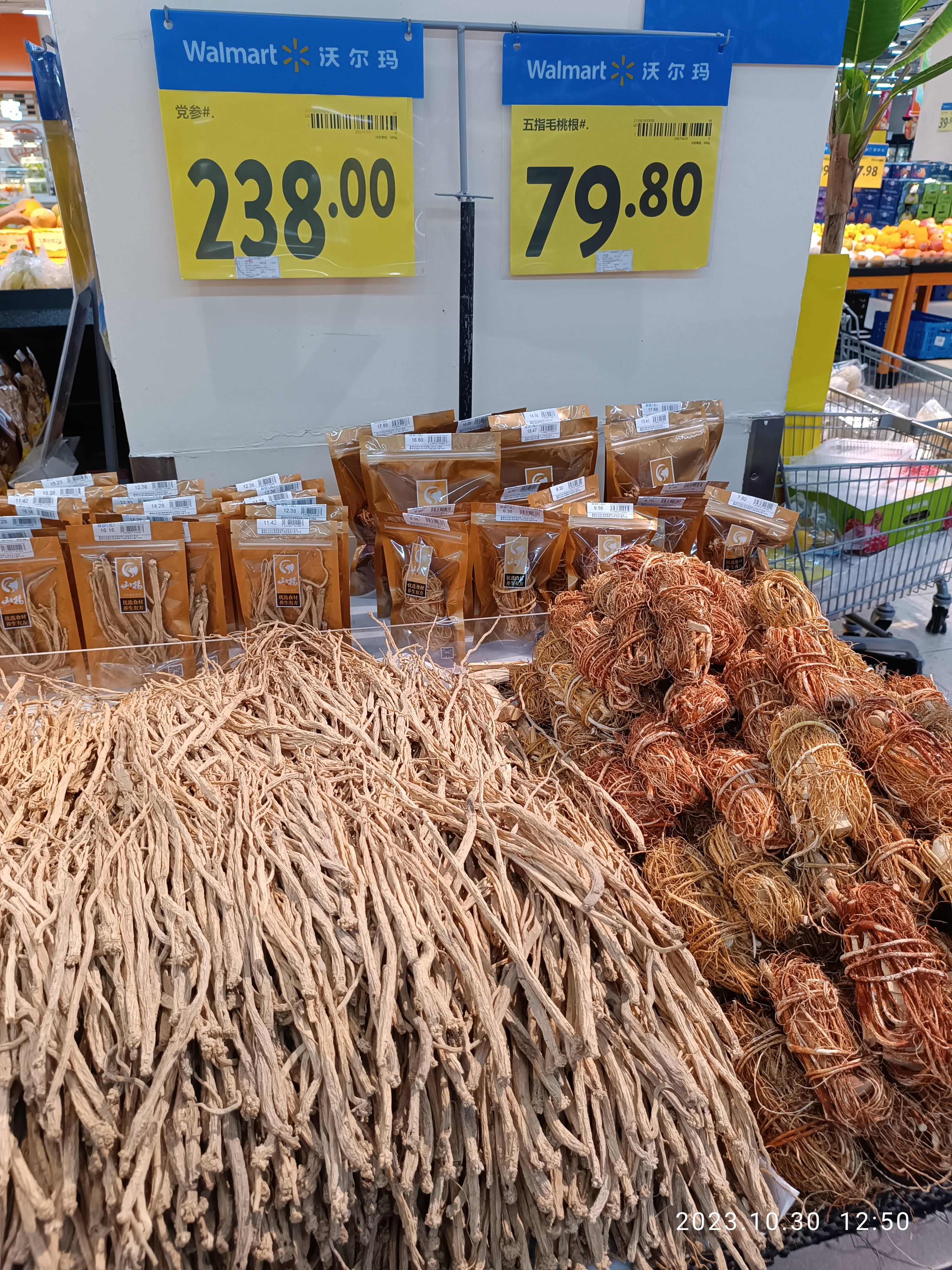
右侧捆成一扎售卖的五指毛桃根干

粗葉榕的根部入藥，全年均可採收，洗淨切片後曬乾，中藥名為五指毛桃，又名五爪龍，始載於清朝《生草藥性備要》，味甘，性平，藥材主產於廣東、廣西及海南等地，有祛風除濕、去瘀消腫、健脾補肺、舒筋活絡等之效，主治風濕痿痺、脾虛浮腫、腰腿痛、食少無力、肺虛咳嗽、帶下、瘰癧、經閉、產後無乳及跌打損傷等症狀。現代藥理研究表明粗葉榕具鎮咳、袪痰、平喘、提高免疫力和抗菌等作用，臨床則應用於風濕、痢疾、小兒發熱咳嗽、肝硬化腹水及睪丸腫大等治療上。現代文獻指粗葉榕中的主要成份，香豆素類成份有降血壓、抗腫瘤、抗心律失常、抗骨質疏鬆、抗人類免疫缺陷病毒(HIV)、止咳平喘等功效。
《中國藥典》1977年版，曾誤將同屬植物極簡榕（Ficus simplicissima）定為中藥五指毛桃的原植物來源種，引致不少參考書誤將極簡榕和粗葉榕的拉丁學名混淆，其後經考證，五指毛桃應為粗葉榕的根部。本品種載錄於《廣東省中藥材標準》，定為中藥五指毛桃的法定原植物來源種。據《廣東省中藥材標準》，使用水溶性浸出物法測定，規定浸出物不得少於7.0%，以控制藥材的質量。亦文獻報導指以補骨脂素作為含量測定法以控制質量，但尚需與藥理作用作進一步研究及探討。

## 化學成份
本種根部主要含香豆素、黃酮類、有機酸、三萜類、氨基酸、生物鹼等成分。如香豆素類:補骨脂素、異補骨脂素、佛手柑內酯等；如黃酮類:柑桔黃酮、芹菜素、橙皮苷、梔子黃素B等化學成分所組成。

## 外部連結
- 粗葉榕物種相冊中國自然標本館
- Ficus hirta Vahl[永久]香港植物標本室
- 粗葉榕 （页面存档备份，存于）中國植物圖像庫
- 粗葉榕樹木谷
- 五指毛桃 （页面存档备份，存于）樹木谷
- （简体中文）中国数字植物标本馆中的相关内容：粗叶榕
- 粗葉榕, Cuyerong （页面存档备份，存于） 藥用植物圖像數據庫 (香港浸會大學中醫藥學院) （繁體中文）（英文）